# Rafael Capurro

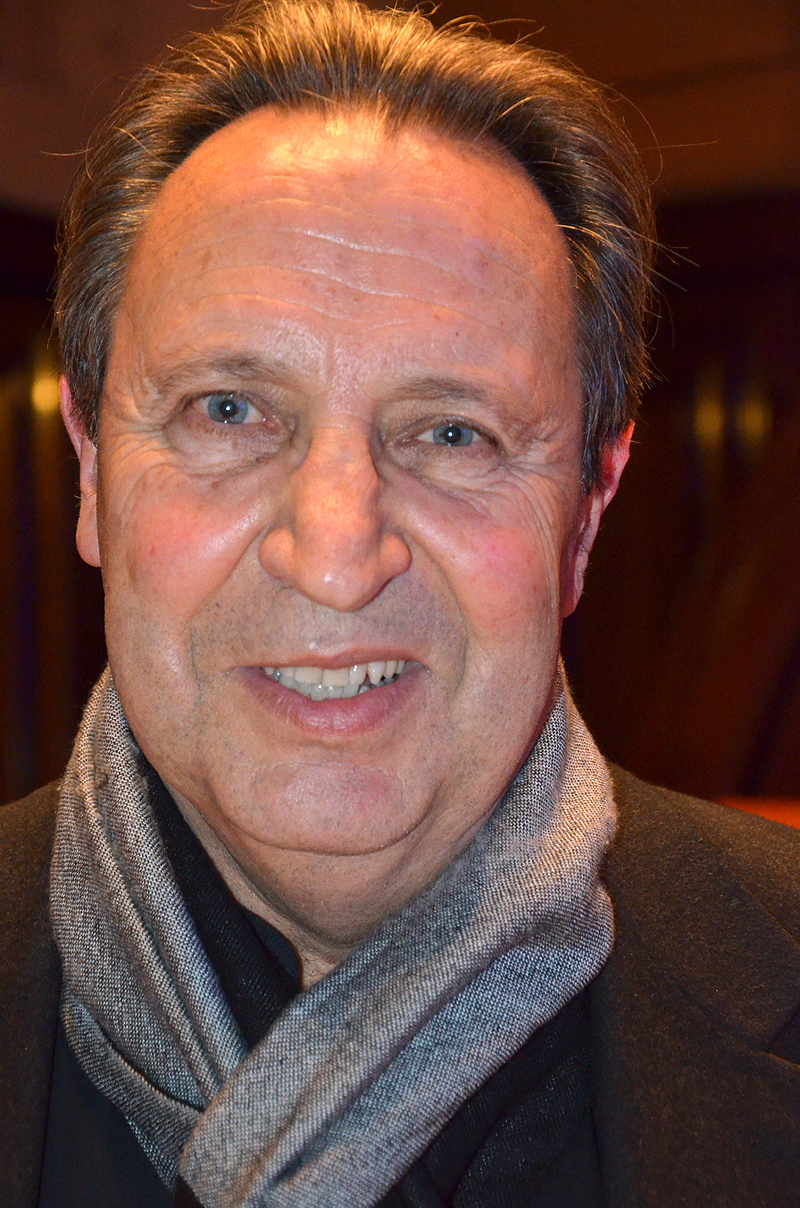
Rafael Capurro

Rafael Capurro (Montevidéu, 20 de novembro de 1945) é um filósofo e professor acadêmico uruguaio. Possui pós-doutorado em filosofia prática, pela Universidade de Stuttgart, na Alemanha. Atualmente é docente privado na Escola Superior de Mídias de Stuttgart (em alemão: Hochschule der Medien Stuttgart) e desempenha atividades nas áreas de Ciência da Informação e Ética da Informação.
É editor responsável pela revista científica International Review of Information Ethics (IRIE) do centro de pesquisa International Center for Information Ethics, criado por Capurro em 1999.

## Afiliações
É um dos fundadores e membro do World Technology Network (WTN). Desde 2001 é membro do European Group on Ethics in Science and New Technologies (EGE, um grupo de quinze cientistas escolhidos pela Comissão Europeia para atuar como ombudsman) . Fundador e presidente do ICIE - Internation Center of Information Ethics. Membro do conselho editorial da revista Perspectivas em Ciência da Informação Ed. Paulo da Terra Caldeira, UFMG: Escola de Ciência da Informação (Belo Horizonte).

## Obras (seleção)
- Information. Munique 1978. (promoção) ISBN 9783598070891
- Hermeneutik der Fachinformation. Freiburg/Munique 1986. (habilitação) ISBN 9783495475935
- Leben im Informationszeitalter. Berlim 1995 ISBN 9783050027166
- Ethik im Netz. Estugarda 2003 ISBN 9783515081733
- Krieg und Medien. Estugarda 2004 (com Petra Grimm) ISBN 9783515084697
- Localizing the internet. Paderborn 2007 ISBN 9783770542000

## Literatura
- Thomas J. Froehlich: Rafael Capurro and the Challenge of Information Ethics, em: International Information and Library Review; vol. 32; 2000; pp. 277–282.